# 秋田ほんこの会
秋田ほんこの会（あきたほんこのかい）とは豆本の版元。豆本の地方出版の草分け的存在だった。

## 概要
1972年から出版を開始し、秋田県を中心に県外合わせて約250人の会員を持つと共に、秋田市の書店などに置かれた。
「北国の文化と大地の心」をスローガンに、歴史・民族・美術・文芸など多岐にわたるテーマで執筆されていた。
発行者である吉田朗の死去により、2006年8月に発行された83冊目で休刊となった。